# Semantic Scholar
Semantic Scholar je spletni iskalnik, ki omogoča iskanje znanstvenih in strokovnih člankov, podprt z umetno inteligenco, ki je bil razvit na Allen Institute for Artificial Intelligence. javno je bil objavljen novembra 2015.  Poleg analize citiranja pri iskanju upošteva še semantično analizo.